# Pagyda callipona
Pagyda callipona là một loài bướm đêm trong họ Crambidae.